# Aparat Soxhleta

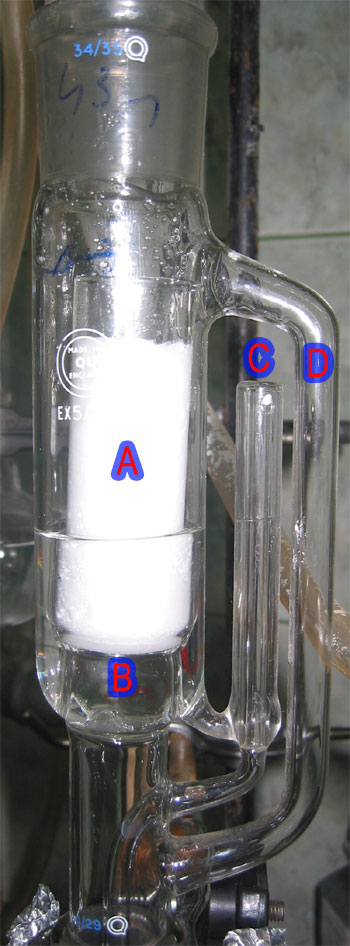
Kluczowa część aparatu Soxhleta: A – koszyk z ekstrahowaną substancją, B – płytka izolacyjna, C – syfon, D – rurka dla par rozpuszczalnika

Aparat Soxhleta, ekstraktor Soxhleta, ekstraktor przelewowy – przyrząd laboratoryjny służący do ekstrakcji trudno rozpuszczalnych związków chemicznych, wynaleziony w 1879 roku przez Franza von Soxhleta. Wykorzystuje zasadę działania lewara hydraulicznego.

Animacja przedstawiająca mechanizm działania aparatu Soxhleta

Aparat Soxhleta składa się z układu rurek, które montuje się między kolbę z wrzącym rozpuszczalnikiem i chłodnicę zwrotną. Pary wrzącego rozpuszczalnika wędrują z dolnej kolby przez rurkę (D na zdjęciu obok) do chłodnicy znajdującej się nad aparatem. Próbkę poddawaną ekstrakcji umieszcza się w specjalnym koszyku, tak zwanej gilzie (A), który znajduje się w szerokiej rurce, która powoli zapełnia się skraplanym przez chłodnicę zwrotną rozpuszczalnikiem. Koszyk jest umiejscowiony na specjalnej płytce izolacyjnej (B), aby pary rozpuszczalnika nie nagrzewały nadmiernie samej próbki. Na dole szerokiej rurki, poniżej poziomu płytki izolacyjnej, znajduje się wylot rurki syfonowej (C). Gdy poziom cieczy w rurce (A) staje się wyższy niż w syfonie (C), cały rozpuszczalnik z rurki A wypływa samoczynnie i wędruje przez syfon z powrotem do kolby na dole. 
Cały aparat pracuje cyklicznie – napełnia się powoli rozpuszczalnikiem do górnego poziomu syfonu, a gdy poziom ten zostanie osiągnięty, jest samoczynnie opróżniany i ponownie zapełniany kolejną porcją rozpuszczalnika. Podczas każdego cyklu część przetwarzanej substancji rozpuszcza się w rozpuszczalniku. Po wielu cyklach pożądany związek jest zagęszczany w kolbie destylacyjnej. Układ może działać bez nadzoru, wykorzystując niewielką ilość rozpuszczalnika w celu rozpuszczenia większej ilości materiału. Zamiast przepuszczania przez próbkę wielu porcji rozpuszczalnika, używana jest tylko jedna jego partia.
Aparat Soxhleta wyparł niemal całkowicie aparat Graefego, gdyż ma w stosunku do niego szereg zalet:
- substancja, z której następuje ekstrakcja, nie kontaktuje się w nim z gorącymi parami rozpuszczalnika, lecz tylko z ochłodzonym, ciekłym rozpuszczalnikiem (co ma znaczenie, gdy może ona się rozkładać pod wpływem wysokiej temperatury). Dodatkowo nie istnieje zagrożenie bezpowrotnego porywania, przez pary rozpuszczalnika, ekstrahowanego związku chemicznego – nawet gdy ma on niższą temperaturę wrzenia niż rozpuszczalnik.
- proces ekstrakcji zachodzi znacznie szybciej, gdyż cykliczny proces opróżniania zbiornika z rozpuszczalnikiem działa jak mechaniczne płukanie i jednocześnie przyspiesza wymianę rozpuszczalnika w bezpośrednim otoczeniu ekstrahowanej substancji.